# Trametes versicolor
Il Trametes versicolor (L.:Fr.) Pilàt è una Polyporacea a mensola dal carpoforo variopinto; è una specie molto comune in Europa ed in tutto il resto del mondo, nota per la variabilità del suo colore da cui il nome "versicolor".

Non è infrequente osservarlo su ceppi di legno destinati alla coltivazione del ben noto Pioppino.

## Descrizione della specie
Corpo fruttifero
Sessile, coriaceo, solitamente raggruppato in vari individui a mensole sovrapposte; superficie vellutata, poi liscia con l'età, di colore variabile, concentricamente zonata di nero-verdastro, grigio-bluastro, grigio-bruno od ocra-ruggine, con margine bianco o crema.
Tubuli
Brevi, bianchi, poi giallastri a secco.
Pori
Piccolissimi, circolari o angolosi, bianchi, giallastri o bruno-chiari.
Carne
Sottile, coriacea, biancastra.
- Odore: gradevole, di legno oppure di muschio.
- Sapore: delicato, leggermente dolce, suberoso, complessivamente gradevole.

Spore

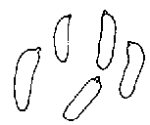
Rappresentazione delle spore del Trametes versicolor

6,5-8,5 x 1,5-2,5 µm, cilindriche o appena arcuate, ocra-crema in massa, lisce, con apice evidente.

## Habitat

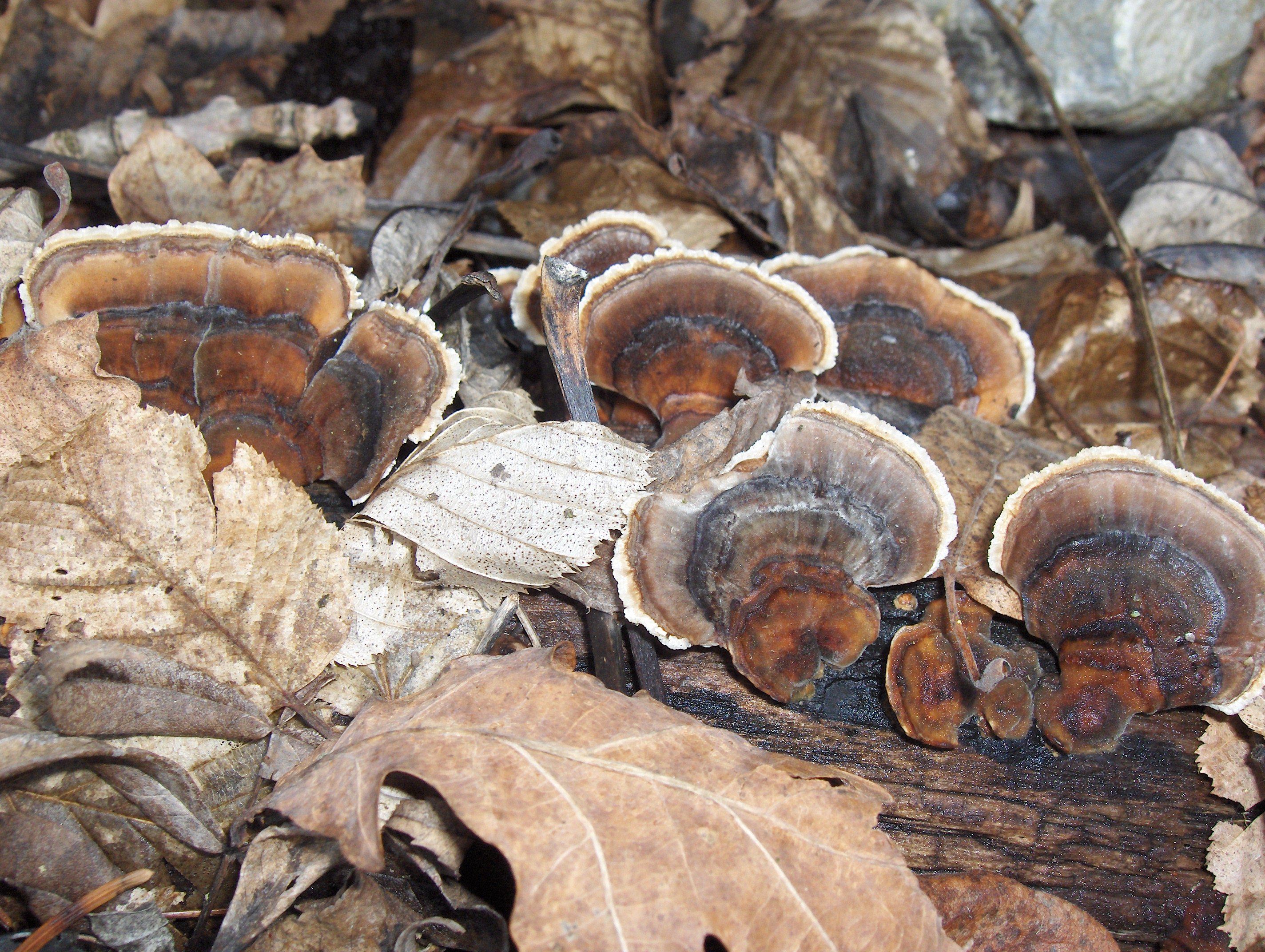
Fotografia di un Trametes versicolor.

Molto comune. Cresce tutto l'anno, su tronchi e ceppi morti o vivi di latifoglie e più raramente di conifere, è un parassita secondario agente di carie bianca fibrosa.

## Commestibilità
Senza valore alimentare.

Non commestibile perché legnoso.
Può essere masticato a mo' di gomma da masticare perché di sapore gradevole ma non va ingerito in quanto indigesto.

## Etimologia
Dal latino versicolor, di colore variabile, per la variabilità dei suoi colori.

## Curiosità
Fungo studiato dalla comunità scientifica per alcune sue proprietà anticancerogene.

## Specie simili
È confondibile con la Bjerkandera adusta con la quale condivide l'habitat oppure con Pseudotrametes gibbosa.

## Sinonimi e binomi obsoleti
- Agarico-suber versicolor (L.) Paulet, Traité Champ., Atlas 2 (1793)
- Agaricus versicolor (L.) Lam., Encyclopédie Méthodique Botanique (Paris) 1: 50 (1783)
- Bjerkandera versicolor (L.) P. Karst., Acta Soc. Fauna Flora fenn. 2(1): 30 (1881)
- Boletus versicolor Kuntze
- Boletus versicolor L., Species Plantarum: 1176 (1753)
- Coriolus versicolor (L.) Quél., Enchiridion Fungorum, in Europa Media Præsertim in Gallia Vigentium (Paris): 175 (1886)
- Hansenia versicolor (L.) P. Karst., Meddn Soc. Fauna Flora fenn. 5: 40 (1880)
- Microporus fuscatus (Fr.) Kuntze, Revis. gen. pl. (Leipzig) 3: 496 (1898)
- Microporus nigricans (Lasch) Kuntze, Revis. gen. pl. (Leipzig) 3: 496 (1898)
- Microporus versicolor (L.) Kuntze, Revis. gen. pl. (Leipzig) 3: 497 (1898)
- Ochroporus nigricans (Fr.) Fiasson & Niemelä, Karstenia 24(1): 26 (1984)
- Polyporus fuscatus Fr., Observationes mycologicae (Kjøbenhavn) 2: 259 (1818)
- Polyporus nigricans Lasch, Fungi europ. exsicc.: no. 15 (1859)
- Polyporus versicolor (L.) Fr., Observationes mycologicae (Kjøbenhavn) 2: 260 (1818)
- Polyporus versicolor var. nigricans Fr., Hyménomyc. Eur. (Paris): 568 (1874)
- Polystictus fuscatus (Fr.) Cooke, Grevillea 14(no. 71): 83 (1886)
- Polystictus nigricans (Lasch) Cooke, Sylloge fungorum (Abellini) 11: 92 (1886)
- Polystictus versicolor (L.) Fr., Nov. Symb. Myc.: 86 (1851)
- Polystictus versicolor var. fuscatus (Fr.) Rea, Brit. Basidiom.: 609 (1922)
- Polystictus versicolor var. nigricans (Lasch) Rea, Brit. Basidiom.: 609 (1922)
- Poria versicolor (L.) Scop., Fl. carniol., Edn 2 (Vienna) 2: 468, 592 (1783)
- Sistotrema versicolor (L.) Tratt., Fungi austr. 2: 55 (1830)
- Xerocomus versicolor (Kuntze) E.-J. Gilbert, (1931)